# Classement sous condition
En France, le classement sous condition est une mesure que peut prendre le Procureur de la République dans le cadre de la mise en œuvre des poursuites pénales.
Il classe sans suite mais à la condition que la personne exécute une obligation qu'il choisit parmi celles visées à l'article 41-1 du CPP (une mesure sanitaire, professionnelle ou sociale, le suivi d'un stage de formation, la régularisation de la situation, la réparation du dommage).